# Arrondissement Limoux
Limoux is een arrondissement van het Franse departement Aude in de regio Occitanie. De onderprefectuur is Limoux.

## Kantons
Het arrondissement was tot 2014 samengesteld uit de volgende kantons:
- Kanton Alaigne
- Kanton Axat
- Kanton Belcaire
- Kanton Chalabre
- Kanton Couiza
- Kanton Limoux
- Kanton Quillan
- Kanton Saint-Hilaire

Na de herindeling van de kantons door het decreet van 21 februari 2014 met uitwerking op 22 maart 2015 zijn dat:
- Kanton La Piège au Razès (deel 21/72)
- Kanton La Région Limouxine
- Kanton La Haute-Vallée de l'Aude